# Sorab
Sorab é uma panchayat (vila) no distrito de Shimoga, no estado indiano de Karnataka.

## Geografia
Sorab está localizada a 14° 23′ N, 75° 06′ L. Tem uma altitude média de 580 metros (1902 pés).

## Demografia
Segundo o censo de 2001, Sorab tinha uma população de 7424 habitantes. Os indivíduos do sexo masculino constituem 51% da população e os do sexo feminino 49%. Sorab tem uma taxa de literacia de 80%, superior à média nacional de 59,5%: a literacia no sexo masculino é de 84% e no sexo feminino é de 75%. Em Sorab, 11% da população está abaixo dos 6 anos de idade.